# コニー・ホーキンズ
コーネリアス・ランス・ホーキンズ（Cornelius Lance Hawkins, 1942年7月17日 - 2017年10月6日）は、アメリカ合衆国ニューヨーク州ニューヨーク市ブルックリン区出身の元プロバスケットボール選手。ポジションはパワーフォワードまたはセンター。
ブルックリンの伝説的ストリートボーラーとして知られ、創造性溢れるプレイや迫力満点のダンクはプロリーグ入りして以降も多くのファンを魅了した。1992年には殿堂入りを果たし、背番号『42』はフェニックス・サンズ（NBA）の永久欠番となっている。

## 生い立ち
1942年7月17日、ブルックリン区のベッドフォード・スタイベサント地区で生まれた。11歳の頃にダンクが出来るようになると彼はすぐに近所の評判となり、ストリートボールのメッカとして知られるニューヨークのラッカーパークでは常連となり、その世界のベストプレイヤーたちと競った。高校は地元のボーイズ高校に進学するが、ホーキンズは3年生になるまで学校のバスケチームでは多くプレイしなかった。本格参加した3年生の1959年のシーズンには同校をニューヨーク市のパブリックリーグ優勝に導き、市の1stチーム入りを果たすと、最終学年の1960年のシーズンは無敗でタイトルを獲得。自身は60得点ゲームを含む平均25.5得点の記録を残し、パレード誌選出の高校オールアメリカンに選ばれた。

### 大学からの追放
高校卒業後、ホーキンズは奨学金を得てアイオワ大学に進学するが、彼の大学生活はニューヨークに端を発したカレッジバスケ界の賭博・八百長スキャンダルの犠牲となり、僅か1年で終わった。ホーキンズはこのスキャンダルに関与しておらず、逮捕も起訴もされなかったが、この事件で有罪判決を受けた人物がホーキンズの名を出したことで疑惑の目が彼にも向けられてしまい、事件を捜査していたニューヨーク市警からも繰り返し尋問を受けた。結局ホーキンズは1年で半ば追い出される形でアイオワ大学を退学した。
全くの無実であるにもかかわらず、ホーキンズはこの一件でバスケット界のブラックリスト入りしてしまい、他の大学からの奨学金提供の話はなく、また当時のNBAのコミッショナー、J・ウォルター・ケネディーはNBAのチームとのいかなる契約も承認しないと発表した。

### プロの世界へ
その後ホーキンズは1961年に誕生したばかりのプロリーグ、ABLのピッツバーグ・レンズに入団。当時19歳のホーキンズはルーキーイヤーの1961-62シーズンにMVPに選ばれているが、ABLは誕生して僅か2年で消滅。その後エキシビジョンチームのハーレム・グローブトロッターズと契約し、3年間興行で世界各地を回った。
この間、ホーキンズは無実の自分を不当に締め出したとして、NBAに対する訴訟を起こした。その際、弁護団が彼がNBAでも通用するレベルの選手であることを示すため、1967年に誕生したプロリーグ、ABAでプレイすることを勧めた。

## ABA
ホーキンズはABAのオリジナルメンバーとしてピッツバーグ・パイパーズに入団。誕生したばかりで選手層の薄いABAはNBAからスター選手、リック・バリーを引き抜き、彼をABAの顔とする予定だったが、バリーは契約問題で最初のシーズンをプレイすることが出来なかった。そこでホーキンズにチャンスが回ってきた。ホーキンズは自身は26.8得点13.8リバウンドの成績を残し、ABAの初代得点王に輝くと（リバウンドはリーグ2位）、パイパーズをリーグトップの54勝24敗の成績に導き、見事にABAの初代MVPを獲得した。パイパーズはプレーオフも勝ち抜き、ファイナルでニューオーリンズ・バッカニアーズと対戦。2勝3敗と先に優勝に王手を掛けられるが、そこから2連勝し、ABA最初の優勝を果たした。ホーキンズはプレーオフMVPにも獲得した。
2年目の1968-69シーズンにパイパーズはピッツバーグからミネソタに本拠地を移し、ミネソタ・パイパーズとなった。ホーキンズは30.2得点（リック・バリーに次ぐリーグ2位）11.4リバウンドを記録するが故障のため31試合を欠場。チームもプレーオフ1回戦で敗退を喫した。
この頃NBAとの裁判は意外なところから援護射撃を受けた。LIFE誌が約10年前のスキャンダルにホーキンズが全く関わっていないことを報じたのである。裁判はNBAがホーキンズに和解金を支払うことで決着がつき、またホーキンズのNBA入りも認められた。ホーキンズは1968年に誕生したフェニックス・サンズに入団することが決まった。
ABAでの通算成績は2シーズン117試合の出場で28.8得点12.6リバウンドだった。所属期間は僅か2シーズンだったが、ホーキンズは1976年にABAがNBAに吸収される際に発表されたABAオールタイムチームの一人に選ばれている。

## NBA

### フェニックス・サンズ
サンズでの1年目もパイパーズ時代と変わらずチームのエースとして活躍。1969-70シーズンは24.6得点10.4リバウンド4.8アシストの成績を残し、オールNBA1stチームに選出される。サンズも前年の16勝から39勝と大きく成績を伸ばしており、創部2年目にして初のプレーオフに進出している。
翌シーズンも、さらにその翌シーズンもホーキンズは平均20得点以上をあげるが、その成績は徐々に下降し出し、サンズでの2年目には20.9得点9.1リバウンドと平均リバウンドは2桁を割った。この頃になると記者からは少しずつホーキンズへの批判が出始め、その内容の多くは「彼は本当に勝ちたがっているのか？」というものだった。彼のアスレチック能力は紛れもなくリーグ屈指だったが、そこには情熱が不足しているように周囲には映った。またホーキンズ自慢の身体能力も衰えが見え始め、特に膝の故障がその後のキャリアに大きく影響した。
1972-73シーズンには新戦力のチャーリー・スコットにエースの座を奪われ、成績は16.1得点8.5リバウンドまで落ち込んだ。そして翌1973-74シーズン途中にロサンゼルス・レイカーズへのトレードが決まった。

### サンズ退団後
1960年代から70年代前半に掛けてリーグ屈指の強豪チームとして君臨したレイカーズだが、ホーキンズが入団した頃にはウィルト・チェンバレンは引退し、ジェリー・ウェストもキャリア末期を迎えており、斜陽の時を迎えていた。ホーキンズは膝の調子が思わしくなく、このシーズンは平均12.8得点に終わり、翌シーズンは8.0得点まで下がった。シーズン終了後にアトランタ・ホークスに移籍、ホークスで現役最後の時を過ごした。
1976年、33歳で引退したホーキンズは、NBAでの7シーズンのプレイで528試合に出場し、平均16.5得点8.5リバウンドの成績だった。

## 業績・その他
ホーキンズは1992年に殿堂入りするが、殿堂入りの理由は彼の残した実績ではなく、そのショーマンシップにあった。ホーキンズの華麗でアクロバットなプレイは、後にジュリアス・アービング、マイケル・ジョーダンらにも引き継がれ、その後の多くのスター選手に影響を与えた。
ホーキンズはストリート仕込みの卓越した1on1スキルを持っていた。速く、俊敏で、大きなスライドでゴールに向かい、素晴らしい跳躍力で宙に舞うと、空中でも巧みにボールを操り、あっさりとバスケットにボールを入れることができ、特にウィンドミルダンクなどに代表される彼の迫力満点のダンクは多くの人々を魅了した。「まるでガードのようにボールを扱う」（ビリー・カニンガム）、「彼は走らない。浮いてるんだ」（デイブ・ディバッシャー）と、同時代の名選手からも彼の能力を讃える声が聞かれるが、しかし時代の制約とABA/NBAキャリアが9年間と比較的短いため、彼のプレイを目撃できた人々は少なく、映像も殆ど残っていない。惜しむらくは無実の罪で大学を追われ、その後地方の小さなリーグやエキシビションチームでのプレイを7年もの間強いられたことである。
主な業績
- オールABA1stチーム　（1968年、1969年）
- ABAシーズンMVP　（1968年）
- ABAプレーオフMVP　（1968年）
- ABAオールタイムチーム
- オールNBA1stチーム　（1970年）
- ABAオールスターゲーム　（1968年）
- NBAオールスターゲーム　（1970年～1973年）
- 背番号『42』はフェニックス・サンズの永久欠番
- バスケットボール殿堂

その他
- ホーキンズはユーモアがあり、また起きた事を後々まで引き摺らない性格だった。「大学であなたはどのような栄誉を得たか？」という質問には「大学を去る栄誉を得た」と答えている。
- 1975年放送のサタデー・ナイト・ライブに出演しており、歌手のポール・サイモンと共演している。